# Лига дома Божьего
Лига дома Божьего (нем. Gotteshausbund , итал. Lega Caddea, романш. Lia da la Chadé) — ассоциированное государство в составе Швейцарского союза, существовавшее с 1367 по 1799 год. После 1471 года вместе с Лигой десяти сообществ и Серой лигой объединились в государственное образование Три Лиги.

## История

### Предыстория
Регион, который впоследствии стал Лигой дома Божьего, всегда находился под сильным влиянием епархии Кур. Епископ Кура впервые упоминается в 451 году, когда его епископ Святой Азимо присутствовал на Миланском соборе, но, вероятно, епископство возникло столетием раньше. В течение V и VI веков есть свидетельства обширной романизации и обращения в христианство в регионе вокруг Кура. В 536 году регион был завоёвано Меровингами, но из-за удалённости и изоляции быстро вернулся к фактической независимости. В то время он был известен как Churrätien или Churwalchen, занимая территорию духовной юрисдикции епископства Кур. В 773 г. политическая и духовная власть в регионе была объединена в одну семью, но в 806 году Карл Великий разделил политическую и духовную власть. Этот раскол и возникшие в результате конфликты привели к краху Куррэтьена и созданию множества небольших независимых общин с центром власти в городе Кур. В течение столетий после раскола епископы Кура желали расширить свою власть как в политическом, так и в духовном плане.

### Возникновение
В XIV веке основные общины епископства Кур располагались вдоль дороги с севера на юг по маршруту Септимер — Юлиер. Епископ правил областью вокруг Кура и имел право высшей инстанции в Фюнф-Дёрфере, Куме, Оберхальбштайне, Оберенгадине, Бергеле, Шамсе, Рейнвальде, Унтеренгадине и Виншгау.
После 1363 г. отношения между епископом Кура и его подданными ухудшились. Управляемое династией Габсбургов герцогство Австрия приобрело графство Тироль, в которое входили Мюнстерталь и Унтеренгадин, и пыталось расшириться до епископства Кур. Иностранный и часто отсутствовавший епископ Петер Гелито фон Бёмен, который загнал епископство в большие долги, был готов продать политическое руководство области в обмен на годовую зарплату. В качестве первого шага в 1366 году он сдал в аренду крепость Фюрстенбург в Малсе в Финшгау. В ответ на это развитие представители соборной церкви Святого Луция, общин долины и города Кур встретились в 1365 году в замке Вильденберг в Цернеце.
29 января 1367 года в Куре встретились три источника власти в этом районе: духовное сообщество в лиц персонала епископского собора; представители крупных долинных сообществ (по шесть представителей из Домлешга, Шамса и Бергелля; четыре из Оберхальбштайна, три из Оберенгадина и двое из Унтеренгадина) и представители граждан Кура. Группа собралась без епископа и проголосовала за резкое ограничение его власти и за требование власти в финансовых вопросах.
Решение 1367 года не было формальной федерацией или союзом, но представляло собой желание держаться вместе в кризисной ситуации. Однако в решение входило желание проводить в будущем собрания и внимательно следить за властью епископа. Эти будущие встречи закладывают основу для более тесных союзов между отдельными сообществами. В 1409 году они учредили постоянный совет и назначили фогта, или судебного пристава, над епископом. Весной 1468 года епископ Ортлиб фон Брандис разозлил Лигу, которая собрала армию и захватила несколько имений, в том числе замки Риом и Грайфенштейн. Епископ был вынужден попросить город Цюрих вмешаться в конфликт, в результате чего удалось убедить лигу вернуть замки епископу. Между 1524 и 1526 годами Иланцерский акт лишил епископа остатков политической власти.

### Три лиги

Герб кантона Граубюнден

На протяжении XV века лига продолжала расширяться, к ней присоединились Вир-Дёрфер вместе с Аверсом и самой верхней частью долины Альбула. Около 1498 года в её состав вошли долина Мюнстер (Мюнстерталь) и долина Пушлавс. В 1437 году восемь членов Лиги десяти сообществ вступили в союз с Лигой дома Божьего, к 1450 году обе лиги объединились. В 1471 году состоялось объединение с Серой лигой, что положило начало Трём лигам. 23 апреля 1524 года три объединения подписали конституцию Bundesbrief, в соответствии с которой официально были созданы Три лиги.
В 1499 году во время Швабской войны Лига вместе с двумя другими Лигами разгромила армию Габсбургов в битве при Кальвене и захватила Виншгау у епископства. Со временем власть епископа Кура ослабла, но сам город стал центром Лиги дома Божьего. Примерно после 1700 года мэр Кура автоматически становился лидером лиги.
В 1798 году в ходе французских революционных войн лига вошла в состав Гельветической республики, а после акта посредничества французского первого консула Наполеона Бонапарта 1803 года стала кантоном Граубюнден, чей герб и флаг заимствует символику все трёх союзов.